# Пирсон, Генри Хью
Генри Хью Пирсон (англ. Henry Hugh Pearson; 12 апреля 1815, Оксфорд — 28 января 1873, Лейпциг) — композитор английского происхождения, работавший в Германии. Также был известен под псевдонимом Эдгар Мансфельдт (нем. Edgar Mansfeldt) и под германизированной версией настоящего имени Генрих Гуго Пирсон (нем. Heinrich Hugo Pierson).

## Биография
Родился в семье архипресвитера Солсберийского собора Хью Николаса Пирсона. Учился в Школе Хэрроу и Тринити-колледже, предполагая, по настоянию отца, стать врачом, но среди прочего изучал контрапункт под руководством Томаса Этвуда Уолмисли. В 1839 году он, однако, покинул колледж, не получив степени, и отправился в Германию профессионально заниматься музыкой. В Дармштадте учился у Кристиана Генриха Ринка, затем обосновался в Дрездене, где занимался композицией у Карла Готлиба Райсигера и Карла Банка и изучал игру на органе у Иоганна Готлоба Шнайдера. Утверждается также, что Пирсон ездил в Прагу для уроков у Иоганна Венцеля Томашека. В 1842 году совершил путешествие по Италии вместе с Мэри Шелли, однако в ходе поездки их отношения расстроились, хотя Шелли и дальше высоко ценила Пирсона как музыканта; к этому времени относятся первые песни Пирсона на стихи Шелли и её покойного мужа Перси Биши Шелли.
В 1843 году Пирсон был утверждён на должность профессора музыки в Эдинбургском университете, но так и не приступил к преподаванию, решив вместо этого строить композиторскую карьеру в германоязычном мире. Прежде всего он начал публиковаться как автор песен, перейдя от английских текстов к немецким. Эти публикации поначалу происходили под псевдонимом Эдгар Мансфельдт, но затем Пирсон решил пользоваться своим настоящим именем, изменив его на немецкий лад; это вызвало недоразумения, поскольку в музыке Пирсона опознали музыку Мансфельдта, и дирижёру Вильгельму Кирххофу пришлось выступить с публичным заявлением о том, что Мансфельдт и Пирсон — это один человек. В 1845 году в Брюнне под управлением Кирххофа состоялась премьера первой оперы Пирсона «Торжество эльфов» (нем. Der Elfensieg) на либретто жены композитора Каролины.
В дальнейшем Пирсон работал в Германии, поддерживая лишь спорадические связи с родиной. Исключением стала оратория «Иерусалим» (1852), написанная по заказу музыкального фестиваля в Норидже и встретившая весьма одобрительную реакцию слушателей, но разгромленная английской консервативной музыкальной критикой (в том числе Генри Чорли). Напротив, в Германии его репутация только упрочивалась: особенным успехом пользовалась музыка ко второй части трагедии Гёте «Фауст» (1854), постоянно исполнявшаяся при постановках пьесы в различных городах. До 1855 года Пирсон жил в Гамбурге, затем некоторое время в Майнце и Франкфурте, в 1857—1863 гг. в Вюрцбурге и затем до конца жизни в Штутгарте. Хьюберт Пэрри брал у него уроки в 1867 году.

## Сочинения
Наибольший успех Пирсону принесли его песни, отчасти на немецкие тексты, отчасти на немецкие переводы английской поэзии. Часть из них носит лирический характер, но начиная с 1860 года Пирсон всё больше сочинял немецкие патриотические и националистические песни, как для голоса с сопровождением, так и, в большей мере, для мужского хора. Известнейшей из них стал патриотический марш O Deutschland hoch in Ehren (с нем. — «О, Германия, высокая честью»), первоначально написанный на английский текст Томаса Кэмпбелла, но затем адаптированный к немецкому тексту Людвига Бауэра, с которым Пирсон познакомился в Вюрцбурге (Бауэр женился на его падчерице, певице Доротее Пирсон). Этот марш широко использовался не только во время Первой, но и во время Второй мировой войны (он, в частности, звучит в первой серии сериала «Семнадцать мгновений весны» в эпизоде немецкой кинохроники).
Среди крупных произведений Пирсона также две оперы, «Лейла» (1848) и «Контарини, или Падуанский заговор» (нем. Contarini, oder Die Verschwörung zu Padua, по мотивам драмы Виктора Гюго «Анджело, тиран Падуанский»), репетировавшаяся в Парижской опере в 1870 году, но отменённая из-за начала Франко-прусской войны и поставленная два года спустя в Гамбурге; в переработанном виде эта опера получила название «Фениче» (итал. Fenice) и была поставлена в Дессау в 1883 году, спустя 10 лет после смерти композитора, воспринимаясь как традиционалистский протест против оперной реформы Рихарда Вагнера. Для оркестра Пирсон написал ряд увертюр, вдохновлённых классической драматургией: «Макбет» (1859), «Ромео и Джульетта» (1865), «Как вам это понравится» (1870) по одноимённым пьесам Шекспира и «Орлеанская дева» (1867) по одноимённой драме Фридриха Шиллера.
Под редакцией и с дополнениями Пирсона издавалась составленная Игнацем фон Зайфридом книга «Этюды Людвига ван Бетховена по генерал-басу, контрапункту и композиции», Пирсон также перевёл её на английский язык.